# Радовене
 Тази статия е за селото в Община Роман.  За селото с подобно име в Община Ловеч вижте Радювене.  
Ра̀довене е село в Северозападна България. То се намира в община Роман, област Враца.

## География
Село Радовене наброява около 400 жители и се намира на 4 км от общинския център – гр. Роман. Селото е разположено по поречието на река Беленска и на около 1 км от десния бряг на река Искър.
На около 1 km от селото е ЖП линията София – Варна, на която има ЖП спирка. С общинския център има и автобусна връзка.

## История
На северозапад от Радовене в местността Селището са останките от голямо средновековно селище. Според местното предание то е основано от Радо Войвода. Разкрити са средновековни християнски погребения от XIV в., (Миятев, К., Български могилни погребения от XIV в. при с. Радовене, Врачанско, ИАИ, т. V, 1928/29, с. 341).
Село Радовене се споменава с днешното си име в османски документ от средата на XV в. като ленно владение с 26 домакинства (ИБИ, т. XIII, с. 271). В османските регистри за войнагани от 1548 г. до първата половина на XVIII в. са вписани и имената на войнаганите от село Радовен. Срещат се и лични имена, които са вече изчезнали от употреба като Тервели, Батулин, Койно, Бодриян и др. (ИБИ, т. XX, с. 40 и 292). Името на село Радовене е жителско име. Жителите на село Радово са радовене, така, както жителите на Роман са романчене, на Бешовица – бешовичене и пр. Изглежда, че Радово се е наричало средновековното село в местността Селището, откъдето са дошли жителите на днешното село и те са го нарекли с жителското име Радовене.
В Освободителната война 1877 – 1878 г. от Радовене са опълченците Павел Дичев (1842 – 1901) и Филип Йолов (1851 – 1940).
Радовене е основано по време на османската власт и е разположено върху останките на римския град Мъньов. Непосредствено до селото са открити пещи за печене на керамика от римско време. В близост до пещите се намират могили, които не са проучени.
В землището на Радовене са били земите на врачанския възрожденец Димитраки Хаджитошев.

## Население
Преброяване на населението през 2011 г.
Численост и дял на етническите групи според преброяването на населението през 2011 г.:
|                     | Численост | Дял (в %) |
| Общо                | 403       | 100,00    |
| Българи             | 303       | 75,18     |
| Турци               | 0         | 0,00      |
| Цигани              | 27        | 6,69      |
| Други               | 0         | 0,00      |
| Не се самоопределят | 0         | 0,00      |
| Неотговорили        | 73        | 18,11     |

## Културни и природни забележителности
Пещерата „Пясъчница“ – 12 метра дължина.

## Редовни събития
- Петров ден – 12 юли
- Пролетен бал -
- Събор – 31 октомври и 1 ноември

## Други
Селото разполага с целодневна детска градина и училищна сграда. 
Има читалище с библиотека и киносалон.
Населението се занимава със земеделие, пчеларство, бране на билки и гъби.

## Личности
Починали в Радовене
- Йото Курташев (1911 – 1944), български партизанин